# Odeř

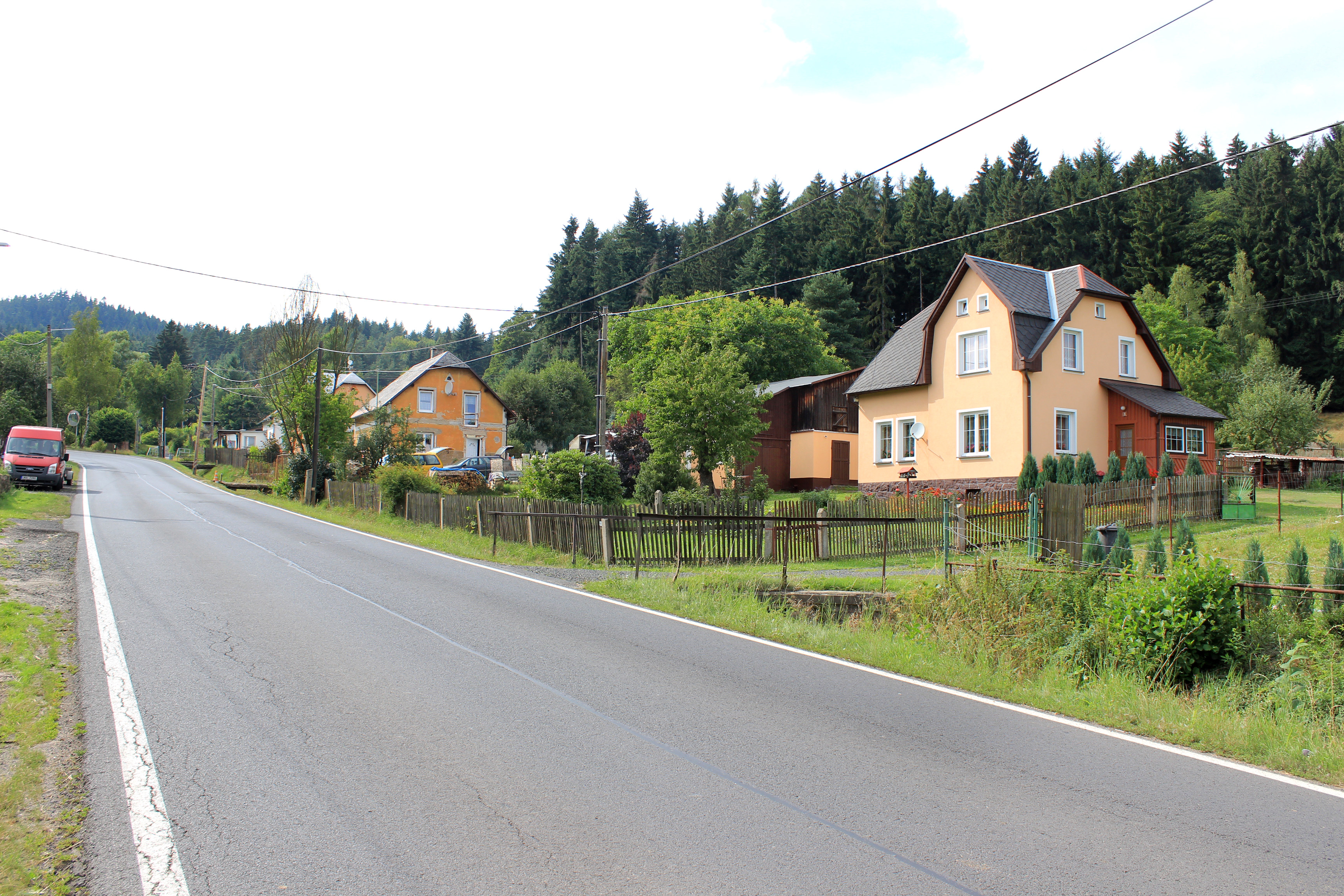
Odeř, Straße nach Děpoltovice

Odeř (deutsch Edersgrün) ist ein Ortsteil der Gemeinde Hroznětín (Lichtenstadt) im Karlovarský kraj in Tschechien. 

## Lage
Odeř liegt etwa 2 Kilometer westlich von Hroznetin.

## Geschichte
Edersgrün wurde von deutschen Siedlern, möglicherweise als Waldhufendorf gegründet. Die Ersterwähnung als Besitz des Tepler Probsteigutes Lichtenstadt stammt aus dem Jahre 1273. Die Entstehung der Herrschaft Tüppelsgrün, zu der das Dorf einst gehörte, dürfte in die Zeit des Spätmittelalters fallen, als das Pfandlehen an die Grafen Schlick gelangte. Johann Joachim Ratiborsky aus Chzebus verkaufte die verschuldeten Liegenschaften 1645 an Julius Heinrich Herzog von Sachsen-Lauenburg. Bis Anfang des 19. Jahrhunderts blieb das Gut mit der Herrschaft Schlackenwerth vereinigt. 1819 wurde Tüppelsgrün von Schlackenwerth getrennt. Von der k. k. Hofkammer feilgeboten, hatte es Friedrich Ritter von Neupauer erstanden, der sie seinem Schwager Jacob Veith käuflich überließ.  
Am 2. Mai 1829 gelangten die Güter Tüppelsgrün und Neudek durch Erbschaft an Anna geb. Veith, die mit Heinrich Freiherr von Kleist verheiratet war. 1847 zählte das Dorf 22 Häuser, 139 Einwohner und eine Mühle. Edersgrün war nach Lichtenstadt gepfarrt, wo auch der Friedhof lag. 1849 wurden die Erbuntertänigkeit und die Patrimonialgerichtsbarkeit aufgehoben und Edersgrün dem Gerichtsbezirk Karlsbad zugeteilt. Im Zuge der Trennung der politischen von der judikativen Verwaltung gehörte Edersgrün ab 1868 zum Bezirk Karlsbad.  
Henrich Freiherr von Kleist übertrug den Besitz nebst Neudek und Oberchodau am 1. März 1869 seiner Tochter Anna Gräfin von der Asseburg, geb. von Kleist. 1881 veräußerte sie die Güter an Moritz von Königswarter. Im Zuge der Annexion des Sudetenlandes gehörte Edersgrün zwischen 1938 und 1945 zum Landkreis Karlsbad des Deutschen Reiches. Nach Beendigung des Zweiten Weltkrieges wurde Odeř dem Okres Karlovy Vary zugeordnet. Zu dieser Zeit wurde ein großer Teil der deutschen Bevölkerung vertrieben.